# Dickinsonia
Dickinsonia is een enigmatisch geslacht Metazoa (domein Eukaryota) dat deel uitmaakt van de White Sea Assemblage van de uitgestorven Ediacara Macrobiota. Het is bekend uit de Ediacara Hills van Zuid-Australië, Centraal-Australië, China, het gebied rond de Russische Witte Zee, de Russische Oeral en Oekraïne, en leefde tussen 560 en 550 miljoen jaar geleden (Ma) tijdens het Ediacarium (Bovenste Neoproterozoïcum).

## Ontdekkingsgeschiedenis
Dickinsonia werd in 1946 te Ediacara in Zuid-Australië ontdekt door de Australische geoloog Reginald Claude Sprigg (1 maart 1919–2 december 1994). Het genus werd in 1947 door hem wetenschappelijk beschreven in zijn paper : Early Cambrian (?) jellyfishes from the Flinders Ranges, South Australia. Sprigg noemde het fossiel naar Ben Dickinson, toen directeur van de mijnen in Zuid-Australië. Het enigmatische fossiel zou het onderwerp worden van vele hypothesen over de systematische positie. Dickinsonia is een vertegenwoordiger van de wereldberoemde Ediacara Macrobiota, maar is niet het eerste genus ervan dat ooit ontdekt werd. Dat was Aspidella terranovica, in 1868 ontdekt door de Schotse geoloog Alexander Murray (2 juni 1810–18 december 1884). De volgende ontdekking van fossiele organismen die later ook als vertegenwoordigers van de Ediacara Macrobiota zouden herkend worden vond pas in 1933 plaats in Namibië door de Duitse geoloog/paleontoloog Georg Julius Ernst Gürich (25 september 1859-16 augustus 1938). In eerste instantie was Sprigg niet zeker van de ouderdom van Dickinsonia en de andere geslachten die hij in zijn paper beschreef. Maar na het verschijnen ervan streed hij vele jaren om de conservatieve geologen van die tijd ervan te overtuigen dat hij fossielen ontdekt had afkomstig van organismen die vóór het Cambrium leefden (vóór 538,8 ± 0,2 miljoen jaar geleden), en het bewijs vormen van de (toen) oudste bekende levensgemeenschappen grote en gevarieerde meercellige dieren (domein Eukaryota, rijk Metazoa = Animalia). 
In zijn paper schrijft Sprigg dat hij in een fossielrijke horizont van de Pound Quartzite, een formatie met Precambrische gesteenten onder Cambrische kalksteen met Archaeocyatha (sponzen), fossielen in de vorm van indrukken op het gesteenteoppervlak ontdekt heeft. Sprigg is van mening dat ze bijna zeker afkomstig zijn van pelagische Coelenterata ('holtedieren'). Deze taxonomische term werd vervangen door het taxon Cnidaria (Hatschek, 1888), een phylum waartoe nu vijf klassen gerekend worden : Anthozoa (koralen en zeeanemonen), Cubozoa (kubuskwallen), Hydrozoa (hydroïdpoliepen), Scyphozoa (schijfkwallen) en Staurozoa. Hij beschrijft niet alleen de soort Dickinsonia costata maar ook nog vier andere, waardoor Sprigg de ontdekker van de Ediacara Macrobiota kan genoemd worden. Deze soorten zijn Ediacaria flindersi Sprigg (1947) dat hij toewees aan de stam Cnidaria (klasse Scyphozoa), Beltanella gilesi Sprigg (1947) waarvan hij vermoedde dat het ook tot de Scyphozoa behoort, Cyclomedusa davidi Sprigg (1947) dat hij aan de Scyphozoa toewees of aan de klasse Hydrozoa (stam Cnidaria) en Papilionata eyrei Sprigg (1947) waarvan hij vermoedde dat het een kwal was (stam Cnidaria, informele groep kwallen). Later werd de geslachtsnaam Papilionata echter als een junior synoniem van Dickinsonia beschouwd. Bij het beschrijven van Dickinsonia costata Sprigg (1947) stelt hij dat het zeer moeilijk is om deze soort te classificeren omdat hij geen enkel dier kent waarvan verwantschap met Dickinsonia kan aangetoond worden. Totdat nieuwe fossielen ontdekt worden met meer detail was het volgens Sprigg enkel mogelijk te stellen dat Dickinsonia waarschijnlijk een 'Coelenteraat' is.

## Beschrijving

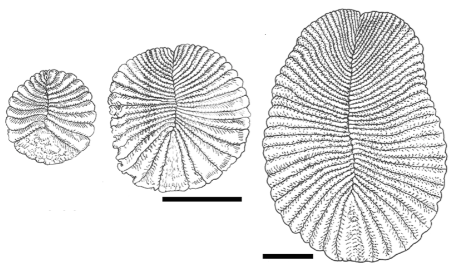
Ontogenetische reeks van Dickinsonia costata, de meest voorkomende soort uit het geslacht in de Ediacara Sandstone Member van de Rawnsley Quartzite in de Ediacara Hills (Zuid-Australië). Schaalaanduiding = 10 mm. Naar Runegar (1982) en Wade (1972).

Specimina Dickinsonia komen overvloedig voor in de Ediacara Macrobiota en vertonen een grote variabiliteit in grootte, wat er onder meer op kan wijzen dat er verschillende ontogenetische stadia vertegenwoordigd zijn (bv. Evans et al., 2017). Dickinsonia Sprigg (1947) is een van de meest karakteristieke en een van de meest bestudeerde geslachten van de Ediacara Macrobiota. Deze macrobiota behoren volgens bv. Droser & Gehling (2015) tot de oudste bekende complexe en macroscopische organismen die levensgemeenschappen vormden. De oorspronkelijke morfologie van Dickinsonia kan door een veelheid aan factoren onduidelijk zijn, zoals onvolledige fossilisatie, grote korrelgrootte van het omvattende sediment, biostratinomische vervorming en exemplaren die verspreid over meerdere verschillende blokken sediment aangetroffen worden (Droser et al., 2020; Evans et al., 2015, 2017, 2019b).

### Morfologie
De meest voorkomende soort is Dickinsonia costata Sprigg, 1947. Vergeleken met andere soorten heeft het een ovale vorm. De fossielen hebben een lengte van minder dan vijf tot meer dan achthonderd mm (Evans et al., 2017; Jenkins, 1992; Sprigg, 1947) bij een dikte van slechts enkele millimeters. Evans et al. gebruiken voor de beschrijving van de morfologie onder meer de termen anterior ('voorkant') en posterior ('achterkant') gebaseerd op de uit sporenfossielen afgeleide voortbewegingsrichting (Gehling et al., 2005), maar deze richting is volgens Evans et al (2019) onduidelijk bij opeenvolgende lichaamsindrukken, en volgens Retallack (2021) werden deze foutief als voortbewegingssporen geïnterpreteerd. Het lichaam van Dickinsonia heeft, buiten enkele zeldzame uitzonderingen, een middellijn die parallel loopt aan de lange lichaamsas (longitudinale lichaams-as). Het is verdeeld in talrijke relatief gelijkvormige compartimenten die naargelang de auteur afwisselend modules (bv. Evans et al., 2015) of segmenten (Retallack, 2007) worden genoemd. Hannibal & Pattel (2013) omschrijven de segmenten als repetitieve eenheden langsheen de lengte-as met anterior-posteriororiëntatie binnen de individuele eenheden. Volgens Evans et al. (2015) werd voor Dickinsonia zulke oriëntatie echter niet erkend zodat deze auteurs de omschrijving 'modules' verkiezen, zoals eerdere onderzoekers. Meerdere auteurs beschouwen een module als het volledige transversale (overdwarse) compartiment van het ene eind van de buitenrand van het lichaam over de middellijn naar het andere eind van de buitenrand (bv. Evans et al., 2023; Hoekzema et al., 2017; Jenkins 1992). Omdat het niet door de middellijn verdeeld wordt verschilt de voorste module (anterior most unit (AMU) of 'deltavormig gebied' (deltoidal region)) van de andere. Aan de 'achterkant' liggen de smalste modules (Budd & Jensen, 2015). Alle modules eindigen in een gladde goed gedefinieerde buitenrand. De totale lichaamslengte (total length (TL)) wordt gemeten parallel aan de middellijn en de totale breedte (total width (TW)) loodrecht daarop. De lengte en breedte van de AMU en van elke module worden bepaald op basis van de dichtstbijzijnde parallelle as. De modulelengte aan de buitenrand (module length outer margin (MLOM)) is typisch groter dan of gelijk aan de modulelengte aan de middellijn (module length at midline (MLM)). Om analyse van een groter aantal onvolledige exemplaren toe te laten, wordt de modulebreedte (module width (MW)) gemeten van de middellijn tot de buitenste rand, wat dus de helft van de totale modulebreedte is.

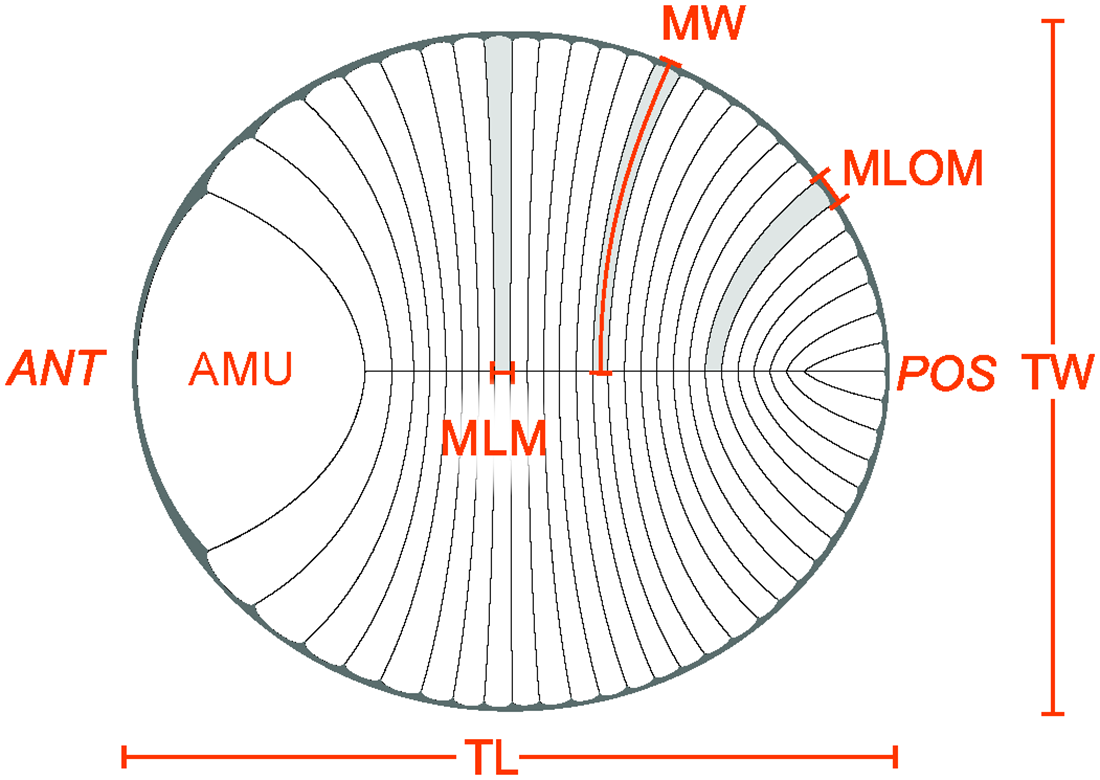
Dickinsonia costata, morfologische terminologie. ANT = anterior ('voorkant'), AMU = voorste module of 'deltavormig gebied' (deltoidal region), MLM = modulelengte aan de middellijn, MW = modulebreedte, MLOM = modulelengte aan de buitenrand, POS = posterior ('achterkant'), TL = totale lengte, TW = totale breedte. Naar Sohail Wasif.

Het is niet eenvoudig de dikte van het lichaam te reconstrueren. Variatie hierin wordt niet enkel bepaald door biologische factoren als gevolg van compactie en tafonomische variabiliteit. Er is geen bewijs dat zou aangeven dat tafonomische effecten grootte-afhankelijk zijn en veranderingen in dikte zijn onbeduidend ten opzichte van lengte en breedte van het lichaam. De in de fossielen bewaard gebleven lichaamsdikte van de soort Dickinsonia costata is karakteristiek minder dan een tot twee mm en zelden meer dan vijf mm. Dit wordt bevestigd door vroegere onderzoekers zoals Sprigg (1949) en Runnegar (1982).
Vroegere beschrijvingen die op relatief weinig exemplaren gebaseerd waren resulteerden in tegenstrijdige inzichten in de morfologie (Dzik & Martyshyn, 2015; Budd & Jensen, 2015; Gold et al., 2015; Gehling et al., 2005; Fedonkin, 2003). Onder meer Gold et al. (2015) en Gehling et al. (2005) zijn van mening dat de modules continu door de middellijn lopen waardoor Dickinsonia bilateraal symmetrisch was (tweezijdig symmetrisch) (bv. Gold et al., 2015). Volgens andere auteurs stonden de modules over het algemeen 'onder een hoek' alternerend langs de middellijn, resulterend in een glijdend symmetrievlak (Brasier & Antcliffe, 2008). Budd & Jensen (2015) poneerden dan weer dat beide vormen voorkomen. Brasier & Antcliffe suggereerden in een paper uit 2008 dat de modules splitsen en samensmelten en dat het reliëf ervan verandert, Dzik & Martyshyn (2015) dat Dickinsonia een complexe inwendige structuur had. De seriële modules geven het lichaam een gesegmenteerde indruk. Maar volgens onder meer Evans et al. (2017) vertoont Dickinsonia zelden echte segmentatie. Onder meer Runnegar (1982) beschouwde Dickinsonia als een Annelide worm (rijk Animalia, onderrijk Eumetazoa, superstam Lophotrochozoa, stam Annelida), met de interpretatie van de middellijn als een 'darm' die een 'mond' in het deltavormig gebied met een 'anus' in het posterior gebied (de 'achterkant' of antideltoidal region) verbond. Onderzoek op honderden fossielen door Retallack (2007) kon geen spijsverteringsstelsel onderscheiden. Er is algemene consensus dat een spijsverteringskanaal, mond, anus of periproct niet aanwezig waren (bv. Bobrovskij, 2019). 

### Groeiproces
Dickinsonia groeide door toevoeging van nieuwe en het groter worden van bestaande modules, maar vooral het aantal modules in verhouding tot de algemene lichaamsgrootte toont beduidende variabiliteit (Evans et al. 2021, 2017). Volgens Retallack (2007) kon Dickinsonia tot 1,4 meter lang worden, maar het had een microscopisch kleine 'kop' dat in alle bekende fossiele indrukken te klein is om zichtbaar te zijn. Deze 'kop' zou dan overeenkomen met het deltavormig gebied. Maar sommige auteurs vragen zich af of de 'kop' eerder een verankeringsstructuur was , waardoor Dickinsonia dus een sessiel organisme zou geweest zijn. Hoekzema et al. (2017) nemen aan dat het lichaam groeide door subterminale toevoeging van modules zodat het deltavormig gebied de terminale achterste module zou zijn, vergelijkbaar met het pygidium bij Trilobita (rijk Animalia (dieren of Metazoa), onderrijk Eumetazoa, superstam Ecdysozoa, stam Arthropoda (geleedpotigen), onderstam Trilobitomorpha). Volgens Scott et al. (2017) groeide Dickinsonia costata isometrisch (gelijkmatig) wat betreft totale lengte en breedte, wat consistent is met de resultaten van eerder onderzoek (Sprigg, 1949; Runnegar, 1982). Isometrische groei is opvallend omdat het lichaam zacht was en het wijst erop dat de totale lengte en breedte toenamen tijdens het leven. De consistentie van de lengte/breedte verhouding en het ontbreken van beduidende variatie wat betreft dikte geven aan dat het maximaliseren van de verhouding tussen oppervlakte en volume een belangrijke factor was in de ontwikkeling van Dickinsonia costata (Runnegar, 1982). Waarschijnlijk werd door het handhaven van een consistente lengte/breedte verhouding bijgedragen tot het behoud van een globaal ovaalvormige lichaamsvorm. Vele variaties binnen de algemene ovaalvorm wijzen erop dat het lichaam waarschijnlijk kon inkrimpen en uitrekken. De vaststelling van ontwikkelingspatronen die dienden om de ovale vorm te handhaven toont aan dat de groei complex was en verrassend goed georganiseerd.
Retallack (2016, 2007) beschouwt het deltavormig gebied (de AMU of 'voorste' module) als een vooraan gelegen (anterior) verankeringsstructuur dat een naar achteren gelegen (posterior) as ondersteunt, zoals bij de grote rechtop staande sessiele 'bladeren' van Charnia masoni uit de Ediacara Macrobiota (Boven-Neoproterozoïsche Avalon Assemblage, ca. 575–560 Ma). Volgens Retallack (2022) is het mogelijk dat het groeiproces van Dickinsonia vanuit deze deltavormige verankeringsstructuur plaatsgreep. Het lichaam werd groter door groei vanuit een microscopisch apicaal (aan de top gelegen) meristeem. Deze meristeme groeiwijze die bekend is van planten (domein Eukaryota, klade Archaeplastida, rijk Viridiplantae of klade Chloroplastida) en schimmels (Eukaryota, klade Opisthokonta, rijk Fungi) is ook vergelijkbaar met de groei van Charnia en Fractofusus, welke laatste eveneens deel uitmaakt van de Avalon Assemblage van de Ediacara Macrobiota. Dickinsonia groeide en regenereerde niet zoals ringwormen (stam Annelida) of geleedpotigen (superstam Ecdysozoa, stam Arthropoda), noch zoals plakdiertjes (stam Placozoa) of sponzen (onderrijk Parazoa, stam Porifera) (Retallack, 2022). Sommige fossielen laten zien dat bij beschadiging van de apicale meristeem er een of twee rafelvormige laterale meristemen uit gevormd werden. Mogelijk was het deltavormig gebied initieel cirkelvormig en besloeg de hele breedte van het lichaam, maar met de toevoeging van terminale modules (achterste modules) verminderde de relatieve breedte ervan. De hypothese van het deltavormig gebied als basale verankeringsstructuur verklaart de rafels en verstoorde zones aan de 'achterkant' (in deze context de 'bovenkant') van de fossielen als subletale (niet-dodelijke) onderbreking van terminale groei (de groei van achterste ('bovenste') modules).

### Soorten

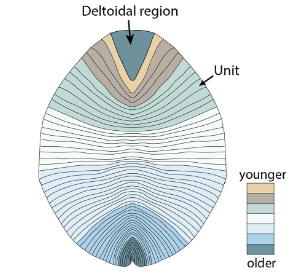
Dickinsonia costata : gestyleerde interpretatie van groei. Deltoidal region (deltavormig gebied) = voorste module (AMU), unit = module (volgens Hoekzema et al., 2017).

Dickinsonia Sprigg, 1947, is een van de weinige genera van de Ediacara Macrobiota waartoe meerdere soorten (species) behoren. De typische kenmerken van het fossielenbestand van de Ediacara Macrobiota rechtvaardigen de identificatie van morfospecies en het is onduidelijk in hoeverre deze morfospecies echte biologische soorten zijn. Deze moeilijkheid maakt het strikt noodzakelijk dat soortonderscheidende morfologische verschillen gebaseerd zijn op omvangrijke statistische analyses om zo veel mogelijk gedetailleerde informatie betreffende deze enigmatische fossielen te bekomen. Sprigg baseerde de initiële beschrijving van Dickinsonia Sprigg (1947) op twee specimina afkomstig uit de 'Pound Quartzite, Upper Adelaide Series (Onder-Cambrium), Ediacara, Zuid-Australië' (Sprigg, 1947), nu de Precambrische Ediacara Sandstone Member van de Rawnsley Quartzite (geologische periode Ediacarium). Een van de twee specimina werd benoemd als de typesoort van het geslacht Dickinsonia Sprigg, 1947 en van de soort Dickinsonia costata Sprigg, 1947. In 1949 beschreef Sprigg op basis van negen nieuwe specimina een tweede soort, Dickinsonia minima Sprigg, 1949. Maar deze werd door Glaessner & Wade (1966) herbenoemd naar Dickinsonia costata.
Het genus Dickinsonia groepeert zes erkende soorten (species) (Evans et al., 2023) waarvan de onderscheidende kenmerken voornamelijk bepaald worden door de totale lengte-breedteverhouding en door de dichtheid van de modules (Jenkins, 1992; Keller & Fedonkin, 1977). Deze soorten zijn Dickinsonia costata Sprigg, 1947 (de typesoort), D. tenuis Glaessner & Wade (1966), D. lissa Wade (1972), D. brachina Wade (1972), D. menneri Keller & Fedonkin (1977) en D. rex Jenkins (1992). Voortdurend veldwerk heeft sinds het genus in 1947 voor het eerst beschreven werd honderden nieuwe specimina opgeleverd. 

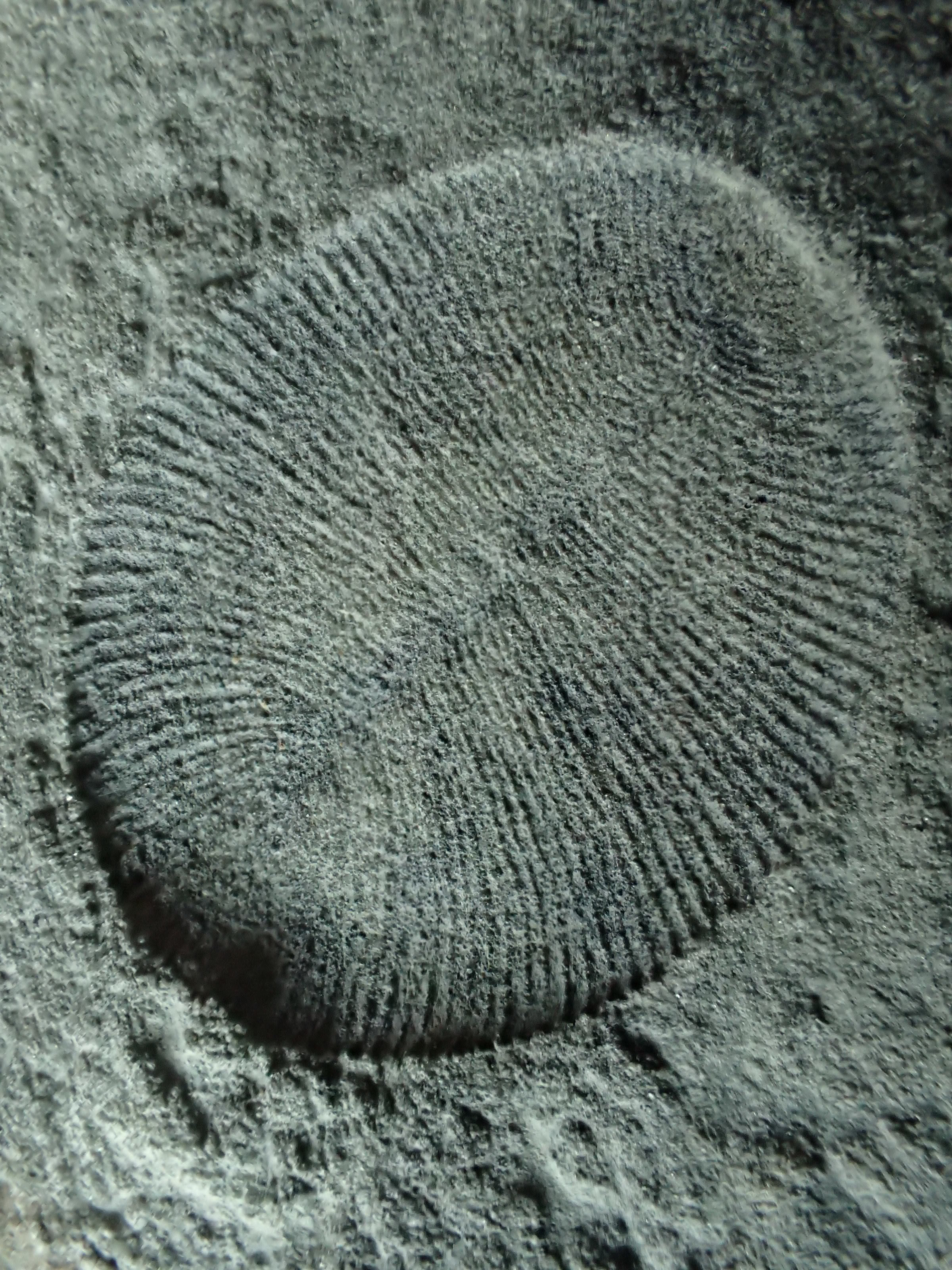
Dickinsonia tenuis, gefossiliseerd in hyporeliëf.

Kwantitatieve analyses van honderden specimina Dickinsonia wijzen op de aanwezigheid van twee verschillende species (soorten) in de Ediacara Sandstone Member en in de Nilpena Sandstone Member (Nilpena Ediacara National Park) in Zuid-Australië : Dickinsonia costata en Dickinsonia tenuis. Dit impliceert dat ze hetzelfde paleomilieu bewoonden en dezelfde verspreiding hadden. Ondanks intraspecifieke en interspecifieke variatie hadden deze twee soorten dezelfde groeistrategie en leefden gelijktijdig naast elkaar binnen dezelfde populaties. Morfologische verschillen tussen D. costata en D. tenuis kunnen duiden op verschillen in groeisnelheden en/of reproductieve periodiciteit en in structurele integriteit. De afmetingen van vooral D. tenuis zijn volgens Retallack (2007) en Gehling et al. (2005) consistent met ongelimiteerde groei, maar naarmate het individu ouder werd vertraagde de ontwikkeling van nieuwe modules. Grote afmetingen alleen zijn niet noodzakelijk diagnostisch voor niet-gelimiteerde groei. Omdat de grootte van D. costata blijkbaar beperkt bleef tot minder dan ca. 150 mm zou dit op een gelimiteerde groei kunnen wijzen. Maar dit kan ook het gevolg zijn van langzamere groeisnelheden. D. costata had een kleinere gemiddelde lichaamsomvang dan D. tenuis. Dit kan in combinatie met een veelvuldiger voorkomen betekenen dat het een kortere levensduur en een hogere voortplantingssnelheid had dan D. tenuis. D. costata komt in Zuid-Australië veel overvloediger voor dan D. tenuis. Volgens onder meer Witts et al. (2020) is een mogelijke verklaring voor de variabele morfologie van het geslacht Dickinsonia, zowel binnen een soort (intraspecifiek) als tussen verschillende soorten (interspecifiek), het resultaat van leven in verschillende milieu-omstandigheden. Maar het tezamen voorkomen van D. costata en D. tenuis op meerdere gesteente-oppervlakken (bedding planes) in Zuid-Australië wijst erop dat dit niet het geval is. Verder laten 55 goed gefossiliseerde specimina van D. costata op een enkele gesteentelaag (Alice's Restaurant Bed, Ediacara Sandstone Member, Nilpena Station, Zuid-Australië) aanzienlijke variatie zien binnen hetzelfde paleomilieu (Evans et al., 2021). Volgens Evans et al. (2018) beperkt de zeldzaamheid van D. tenuis de mogelijkheid om een groot aantal exemplaren op hetzelfde gesteente-oppervlak te evalueren, maar is het onwaarschijnlijk dat intraspecifieke variatie het resultaat is van omgevingsverschillen bij de ene soort en bij de andere niet. D. costata en D. tenuis worden primair onderscheiden op basis van de grootte van de voorste module in verhouding tot de totale lichaamslengte. Secundair kan de dichtheid van de modules gebruikt worden voor de verdere onderscheiding tussen beide soorten. Een derde onderscheidend kenmerk is de aanwezigheid van een middellijn die gebogen kan zijn en een onregelmatige buitenrand die algemeen voorkomt bij D. tenuis maar bij D. costata zeldzaam is. 
D. lissa wordt op basis van de morfologie van veertien specimina beschouwd als langwerpig, en met intraspecifiek (binnen de soort) de meest gevarieerde vorm van alle soorten. Wade (1972) beschouwt de duidelijke middellijn en de onregelmatige modules als karakteristiek voor de soort. Ongeveer de helft van deze veertien specimina vertonen een depressie die de middellijn verdeelt. 
D. brachina is eveneens een langwerpige soort, maar heeft vergeleken met D. lissa een kleinere middellijnbreedte. Er zijn vele loodrechte modules van consistente lengte van de middellijn tot aan de rand van het lichaam (Wade 1972). Jenkins (1992) beschouwde D. brachina als een junior synoniem van D. lissa, met ogenschijnlijke verschillen als gevolg van diagenetische uitzetting en inkrimping. D. brachina is niet bekend van het gebied rond de Russische Witte Zee (Zakrevskaya & Ivantsov, 2017). 
D. menneri was initieel beschreven als Vendomia menneri Keller & Fedonkin, 1977. De secundaire toewijzing aan Dickinsonia menneri was het gevolg van de ontdekking van vijfenveertig bijkomende specimina in het zuidoostelijke deel van de Russische Witte Zee, in de Ust Pinegaformatie van de paleosite te Lyamtsa (Naimark & Ivantsov, 2009; Ivantsov 2007). De soort is het meest vergelijkbaar met D. costata wat betreft de vorm en het aantal modules, met volgens Ivantsov (2007) de relatief grote voorste module als het belangrijkste onderscheidende kenmerk tussen de twee soorten. D. menneri is niet bekend van Zuid-Australië. 
D rex wordt onderscheiden van D. costata op basis van de langwerpige vorm, grote afmetingen en talrijke modules (Gehling & Runnegar 2021; Jenkins 1992). Volgens Gehling & Runnegar (2021) kwam D rex enkel voor in de Nilpena Sandstone Member van Zuid-Australië. Volgens Jenkins (1992) is D. rex veruit de grootste vertegenwoordiger van het geslacht (tot ca. 43 cm). Het is onbekend van het gebied rond de Russische Witte Zee (Zakrevskaya & Ivantsov 2017).

## Levenswijze
Zoals sporenfossielen in de sedimenten van de Zuid-Australische Ediacara-heuvels aantonen kon Dickinsonia actief bewegen. Volgens Yvantsov & Zakrevskaya (2023) is het dan ook een van de oudste bekende dieren die zich vrij konden bewegen. Er wordt aangenomen dat Dickinsonia een mechanisme voor voedselinname gebruikte dat nu alleen voorkomt bij vertegenwoordigers van de stam Placozoa. De sporen wijzen er op dat Dickinsonia op de zeebodem graasde op matten van micro-organismen, deze extern verteerde en met behulp van het gehele ventrale lichaamsoppervlak opnam. De gevormde 'sporen' zijn dan in feite het gevolg van de verwijdering (het consumeren) van organische materie tijdens dit grazen op deze microbiële matten. Boogvormige snijwonden in de lichaamsrand en over elkaar geplooide delen van de rand van het lichaam tonen volgens Retallack (2017) aan dat bij hevige stroming Dickinsonia stevig aan het substraat dat het aan het begrazen was vastgehecht was. Dunne secties van een aantal exemplaren tonen een dik dorsaal vlies boven kamervormige structuren en een rafelige ventrale basis met buisvormige structuren die tot in de matrix doordringen (Retallack, 2016). Evans et al (2019) beschouwen opeenvolgende afdrukken als sporen van mobiele specimina en volgens bv. Gehling et al. (2005) wijzen zeldzame clusters van meerdere duidelijke sporen op periodieke korte verplaatsingen als gevolg van musculaire activiteit. Volgens Retallack (2021) zijn deze afdrukken echter afkomstig van sessiele individuen die door seizoensgebonden vorst van hun vaste graasplaats verdreven werden. Hotaling et al. (2020) beschouwen deze afdrukken dan weer als die van 'zwervende korstmossen' die met tussenpozen door windstoten over grondijs verplaatst werden. Het vermogen zich voort te bewegen laat de mogelijkheid open dat het paleomilieu waarin een individu gepreserveerd werd niet noodzakelijk karakteristiek is voor de plaats waar het het grootste deel van zijn leven heeft doorgebracht. Langwerpige sporen met een kwart van de breedte van de betrokken specimina werden door bv. Ivantsov & Zakrevskaya (2021) ook als voortbewegingssporen opgevat, maar die interpretatie is uitgesloten omdat de breedte van die sporen niet gelijkmatig is. Levensgemeenschappen met Dickinsonia en andere soorten van de enigmatische biologische groep Vendobionta tonen weinig interactie tussen de aanwezige soorten (Mitchell & Butterfield, 2018), hebben een hoge beta-diversiteit (Finnegan et al., 2019), een complexe rank abundance distribution (Darroch et al., 2018) en plantten zich vegetatief voort (Mitchell et al., 2015). Moderne tot Ediacarische of Fanerozoïsche mariene benthische levensgemeenschappen (Smith et al, 2016) hebben deze kenmerken niet. Vendobionta evolueerden eerder zoals planten en korstmossen dan zoals dieren (= Metazoa of Animalia). Voor hun voortplanting en interacties gold hetzelfde.
Boan et al. (2024) onderzochten in detail zes in situ fossielhoudende beds van de Nilpena Sandstone Member in het Nilpena Ediacara National Park (NENP) (Zuid-Australië) waar Dickinsonia met meer dan vijfhonderd individuen over in totaal drieëndertig beds overvloedig vertegenwoordigd is. Het onderzoek wijst erop dat Dickinsoniapopulaties een willekeurige verspreiding hadden. Dit toont aan dat bentische nutriënten in ondiepe mariene ecosystemen op lage breedtegraden te Ediacara relatief homogeen en overvloedig waren. Dit kenmerk werd vastgesteld bij variabele typen microbiële matten waarop Dickinsonia graasde en ongeacht samenstelling en dichtheid van de levensgemeenschappen. In Nilpena Ediacara National Park was de verspreiding van Dickinsonia grotendeels onafhankelijk van habitatheterogeniteit of competitie, ongeacht de grootte van de dieren. Deze onderzoeksresultaten impliceren dat zelfs tijdens de groei Dickinsonia niet van voedingsgewoonte veranderde, noch op andere nutriënten overschakelde, en dat het in gemeenschappen leefde waarvan de individuen verschillende afmetingen en leeftijden hadden. In moderne ecosystemen is variabele ruimtelijke verspreiding algemeen, wat dikwijls een weerspiegeling is van habitatheterogeniteit of van competitie voor voedingsstoffen. Daar tegenover impliceert de relatief consistente willekeurige en onafhankelijke ruimtelijke verspreiding voortkomend uit het onderzoek van Boan et al. dat de toenmalige zeebodem te Nilpena Ediacara National Park ideaal was voor Dickinsonialevensgemeenschappen.

## Geologie

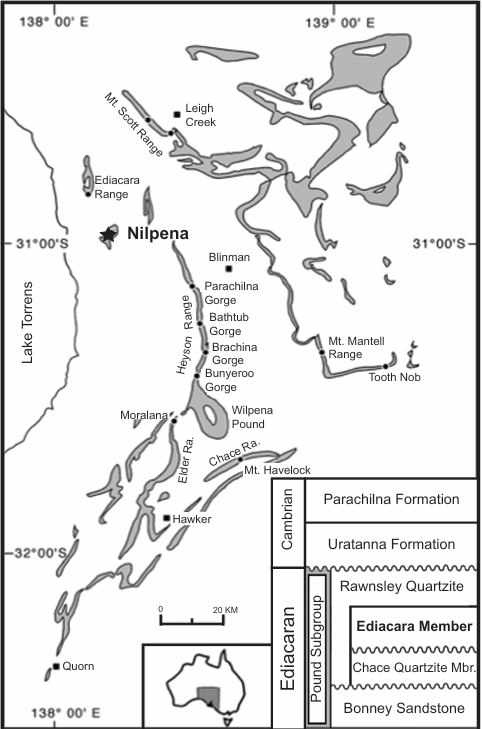
Kaart van Flinders Ranges in Zuid-Australië. In grijs dagzomen van de Ediacara Sandstone Member. De paleosite van Nilpena is aangeduid met een zwarte ster. Onder meer deze vindplaats leverde honderden exemplaren Dickinsonia costata voor het onderzoek van Evans et al. (2017) op het gebied van morfologische variatie en ontogenetische ontwikkeling. Het kleinere kader onderaan uiterst rechts toont de stratigrafische kolom met de positie van de Ediacara (Sandstone) Member (naar Gehling & Droser, 2009).

In Zuid-Australië is Dickinsonia overvloedig vertegenwoordigd in de Ediacara Sandstone Member en in de Nilpena Sandstone Member van de Rawnsley Quartzite in alle facies die fossielen van de Ediacara Macrobiota bevatten (Gehling & Droser, 2013). De Rawnsley Quartzite dagzoomt in de Flinders Ranges en omliggende gebieden en is het bovenste (jongste) sedimentpakket uit de geologische periode Ediacarium in de Neoproterozoïsche–Middencambrische opeenvolging van de Adelaide Fold Belt (Gehling, 2000). Het is grotendeels discordant en wordt bedekt door Cambrische afzettingen van de Uratannaformatie (Gehling 2000). 
In 2021 beschreven Gehling & Runnegar informeel een nieuwe member, de Nilpena Sandstone Member in Nilpena Ediacara National Park (NENP), bestaande uit de bovenste tientallen meters van wat voorheen beschouwd werd als de Ediacara Sandstone Member. Nilpena Ediacara National Park bevat uitzonderlijk rijke afzettingen met duizenden fossielen (Droser et al., 2019). Deze afzettingen zijn siliciclastische opeenvolgingen van vooral zandsteen, gevormd in ondiepe mariene paleomilieus, met fossielen die voornamelijk bewaard bleven als natuurlijke afgietsels en mallen in hyporeliëf (Gehling, 2000; Gehling, 1999). Unieke sedimentologische en stratigrafische laagpakketten en dagzomen, uitzonderlijke preservatie en de zachte hellingen van de heuvels van het Nilpena Ediacara National Park hebben de opgraving en reconstructie van drieëndertig fossielhoudende gesteente-oppervlakken (beddingplanes) mogelijk gemaakt (Droser et al., 2019). Deze beddingplanes variëren in grootte van een tot veertig m², preserveren meer dan driehonderd m² fossiele zeebodem uit het Ediacarium en brengen snapshots van in situ bewaard gebleven paleo-ecosystemen aan het licht. Dickinsonia komt voor op negenentwintig van de drieëndertig beddingplanes, op zes ervan overvloedig (meer dan twintig specimina). Deze werden in detail onderzocht door Boan et al. (2024) met betrekking tot ruimtelijke analyse voor toetsing op mogelijke verbanden tussen de mobiele Dickinsonia en verschillende paleomilieus.
Omdat er voor de Rawnsley Quartzite geen radiometrische datering mogelijk was (Preiss, 2000) werd biostratigrafisch gecorreleerd met gedateerde secties van de Russische White Sea Assemblage.  Deze correlatie geeft een waarschijnlijke leeftijd aan tussen 560 en 551 miljoen jaar (bv. Boag et al., 2016; Grazhdankin, 2014). Specimina Dickinsonia werden als onderdeel van benthische levensgemeenschappen van de Ediacara Macrobiota gefossiliseerd in lagen zandsteen die ten gevolge van periodieke overstromingen in ondiepe door stormen beïnvloedde mariene paleomilieus en in deltaïsche paleomilieus afgezet werden (bv. Reid et al., 2020; Gehling & Droser, 2013). Na de bedekking van organismen door sediment werden deze lagen snel gelithificeerd door cementatie van zandkorrels door silica. Dit resulteerde in uitzonderlijk goed bewaard gebleven fossielen van onder meer Dickinsonia in heel fijnkorrelige tot grofkorrelige zandsteenlagen (Tarhan et al., 2016). Alhoewel waarschijnlijk beperkt tot de White Sea Assemblage toont Dickinsonia toch een relatief grote stratigrafische (vertikale) verspreiding die mogelijk meerdere miljoenen jaren beslaat.

## Paleogeografie
De paleogeografische verspreiding van Dickinsonia en vele andere genera van de Ediacara Macrobiota geeft hun aanwezigheid aan over grote geografische afstanden  (bv. Eden et al., 2022). Zulke kosmopolitische genera zijn zeldzaam in de huidige oceanen, tenminste wat Metazoa betreft, en morfologisch vergelijkbare vormen hebben over het algemeen genetische verschillen (bv. Schulze et al., 2012). Recente ontdekkingen in China wijzen erop dat de paleogeografische (horizontale) verspreiding groter is dan eerder aangenomen werd (bv. Yang et al., 2021). Er was grote paleogeografische afscheiding tussen de Dickinsonialevensgemeenschappen van het gebied rond de Russische Witte Zee en die van Zuid-Australië. Australië en China daarentegen lagen tijdens het Ediacarium dichter bij elkaar dan daarna (Retallack, 2021) waardoor zowel mariene als terrestrische (landbewonende) soorten in beide gebieden voorkwamen. Dit wordt bevestigd door de paleogeografische verdeling tijdens het op het Ediacarium volgende eon Fanerozoïcum (Smith, 1988).

## Tafonomie
De preservering van Dickinsonia en andere Vendobionta is problematisch omdat ze meer reliëf hebben dan dierlijke fossielen met een zacht lichaam en omdat ze meer op de manier van planten en Fungi fossiliseerden. De meerderheid van de specimina zijn zeer goed bewaard gebleven wat wijst op in situ preservering. De tafonomische kenmerken van sommige exemplaren tonen dan ook aan dat ze stierven vlak vóór bedekking door sediment (inbedding) (bv. Evans et al., 2015).
Door water getransporteerde, vervormde en mogelijk volgens grootte gesorteerde Dickinsonia komen te Nilpena (Zuid-Australië) als individuele specimina voor in de facies van de Oscillation-Rippled Sandstone (ORS) (bed TC-MM1) in de Nilpena Sandstone Member, evenals in de Channelized Sandstone and Sand-Breccia-facies (CSSB) van dezelfde member. Op bed TC-MM1, een discontinuë lensvormige laag die vergelijkbaar is met de lagen van de CSSB-facies, komen abnormaal grote individuen voor met een gemiddelde lengte van 82 mm. Dit staat in schril contrast met de gemiddelde lengte van 24 mm van 538 individuen afkomstig uit de Ediacara Sandstone Member. De afwezigheid van kleine exemplaren kan op krachtige stromingen duiden waarbij kleinere specimina waarschijnlijk verwijderd werden vóór de inbedding in sediment, of ze werden zodanig in situ tafonomisch gedegradeerd dat ze geen identificeerbare fossielen achterlieten (Knoll et al., 2006). Het is onmogelijk gebleken op basis van de levensgemeenschap op bed TC-MM1 om de paleo-ecologische structuur van de originele gemeenschap te reconstrueren. Alle gelokaliseerde specimina Dickinsonia in de Channelized Sandstone and Sand-Breccia-facies zijn verwrongen. Opgerolde, gevouwen, verdraaide en uitgerekte individuen laten de gevolgen zien van ingrijpende biostratinomische processen (Evans et al., 2019). Ten minste twee exemplaren zijn volledig verscheurd en werden als uiteengereten, afzonderlijke fragmenten aangetroffen (Gehling et al., 2005). Maar alle specimina die ingrijpende biostratinomische processen ondergingen behielden de karakteristieke morfologie, inclusief de duidelijke middellijn en de afgelijnde modules, wat wijst op relatieve veerkracht en aanzienlijke dikte van de lichaamsweefsels (Evans et al., 2019; Tarhan et al., 2017). Deze resistentie wijst volgens Evans et al. (2019b) op de aanwezigheid van collageen, een van de meest voorkomende biopolymeren bij recente dieren. Door de combinatie van meerdere tafonomische kenmerken is het belangrijk een grote hoeveelheid specimina te onderzoeken om tafonomische processen als oorzaak van morfologische variatie uit te sluiten.
Bepaalde exemplaren werden aangetroffen met een omringende rand. De interpretaties hiervan leidden tot veel discussie. Zo meende Runnegar (1982) dat deze omringende rand schraapafdrukken zijn in het sediment afkomstig van de lichaamsrand van een gekrompen exemplaar. Retallack (2007) interpreteerde het als een hypothallus met vertakkende hyphae van een slijmzwam, korstmos of schimmel, maar in 2021 herzag hij zijn mening en beschouwde de rand als een aanwijzing van beginnende losmaking van het substraat ten gevolge van bevriezing van de ventrale zijde (de onderkant) van de dieren. Ivantsov & Zakrevskaya (2021) beschouwden het dan weer als tekenen van specimina die zich op eigen kracht begonnen te verplaatsen.

## Paleo-ecologie
Onderzoek van de facies van de vindplaatsen van Dickinsonia in het gebied rond de Russische Witte Zee en in de Russische Oeral wijst op het 
oeverfacies van een onder water gelegen rivierdelta. Zuid-Australische exemplaren werden als intertidale organismen of als bewoners van ondiepe zeeën beschouwd die door stormen op stranden geworpen werden (bv. Gehling, 2000). Maar later faciesonderzoek wees uit dat ze in diep water leefden en dus volledig marien waren (Gehling & Droser, 2013). De ontdekking van Dickinsonia bovenop fossiele bodems in Zuid-Australië wierp dan weer twijfel over mariene paleohabitats als leefomgeving. De voornaamste reden waarom het organisme initieel als marien beschouwd werd is dat Reginald Claude Sprigg, de ontdekker van Dickinsonia, vond dat het op een bepaald kwalstadium leek (Sprigg, 1989). Maar Mawson (1938) die de enigmatische vormen ook observeerde was van mening dat de zandsteen waarin Dickinsonia aangetroffen werd gevormd werd door sedimentatie door toenmalige rivieren en dat de geassocieerde siltsteen löss is (Mawson, 1949). Chemische analyse van stalen van Dickinsoniaspecimina afkomstig uit de Oeral, het gebied rond de Russische Witte Zee en Zuid-Australië wijst op een veel lager boorgehalte dan in mariene gesteenten. Volgens Retallack (2020) betekent dit, na aanpassing van de analysegegevens wegens de chemische impact door inbedding en na vergelijking met mariene afzettingen uit dezelfde gebieden, dat Dickinsonia een niet-marien organisme was. Gehling & Droser (2013) argumenteerden dat het niet aan een bepaald paleomilieu gebonden was omdat het in een variëteit aan ondiepe mariene sedimentaire facies aangetroffen werd. Dickinsonia bezette het laagste ecologische niveau en was typisch kleiner dan de grote rechtop staande sessiele 'bladeren', bv. Charnia masoni, welke laatste de Boven-Neoproterozoïsche Avalon Assemblage (ca. 575–560 Ma) domineerde (Evans et al., 2022). 
Totdat Retallack (2013) het idee lanceerde dat Dickinsonia in bodems leefde (nu fossiele bodems), beschouwden Gehling (2000) en Jenkins et al. (1983) lagunes en kustvlaktes als de paleohabitats. In Rusland (Retallack et al., 2021) en in Centraal-Australië (Retallack, 2020) werden fossiele bodems ook onmiddellijk onder Dickinsoniaspecimina aangetroffen. Sommige van deze fossiele bodems vertonen verstoorde zones in sedimenten die Dickinsonia bevatten. De plaatselijke geomorfologische kenmerken wijzen erop dat deze verstoringen veroorzaakt werden door seizoensgebonden vorst en dooi. Het voorkomen van woestijnrozen van gips in de fossiele bodems veronderstelt ook omgevingstress door zout als een oorzaak voor de verstoorde zones. De aanwezigheid van diverse eolische sedimentaire structuren, zoals fossiele zandribbels gevormd door de wind en accumulatie van zand achter obstructies op het toenmalige oppervlak, wijzen eveneens op blootstelling van Dickinsonia op het land (bv. McMahon et al., 2020). Retallack (2022) beschreef specimina met necrotische zones die het meest lijken op schade door bevriezing, zonnebrand of contact met zout. Dit type beschadiging is verenigbaar met de bewezen aanwezigheid van terrestrische habitats in de vorm van geassocieerde gipshoudende fossiele bodems en fossiele bodems die geomorfologische kenmerken van de werking van vorst vertonen. Fossielen die verwondde en geregenereerde specimina vertegenwoordigen kunnen mogelijk ook licht werpen op zowel groeimechanismen als biologische affiniteiten (verwantschappen) (Ivantsov et al., 2020).

## Systematiek
Dickinsoniidae zijn moeilijk te vergelijken met hedendaagse organismen. De systematische positie is controversieel vanwege de vele dikwijls unieke en daarom moeilijk te interpreteren kenmerken van de fossielen. In 1956 wezen Harrington & Moore Dickinsonia toe aan de informele groep kwallen (domein Eukaryota, rijk Metazoa = Animalia, stam Cnidaria), Runnegar in 1982 aan de stam Annelida (Eukaryota, onderrijk Eumetazoa, informele groep wormen) en Valentin in 1992 aan de klasse Anthozoa (meer bepaald koralen) (Eukaryota, Metazoa, Cnidaria). In 1994 wees Retallack Dickinsonia toe aan korstmossen (Eukaryota, klade Opisthokonta, rijk schimmels (Fungi)) gebaseerd op de hypothese van een symbiose met fotosynthetische micro-organismen, en in 2007 gebaseerd op de hypothese van ongelimiteerde groei bij dit genus. Maar groei van onbepaalde duur is wijdverbreid bij zowel heterotrofe als autotrofe meercellige organismen, waaronder vele dieren (bv. Vogt 2012; Hariharan et al., 2016). Er is ook gesuggereerd dat groei tot een maximum grootte bij dieren een afgeleide eigenschap kan zijn (bv. Hariharan et al., 2016). Het is dus misschien niet verrassend dat enkele van de vroegste Metazoa (dieren), zoals Dickinsonia, voor onbepaalde tijd groeiden (Dunn et al., 2021). Sperling & Vinther wezen het genus in 2010 toe aan de stam Placozoa (Eukaryota, Metazoa) op basis van de wijze van voedselinname. Maar de evolutionaire implicaties met betrekking tot de voorgestelde verwantschap met Placozoa zijn onduidelijk omdat recente Placozoa noch een onderscheiden voor- en achterkant hebben, noch segmentatie vertonen. Sommige paleontologen rond Adolf Seilacher nemen zelfs aan dat Dickinsonia een bijzonder eenvoudig, mogelijk eencellig organisme was, behorend tot de klade Xenophyophorea van de stam Foraminifera (Eukaryota, klade protista, 'rijk' Chromista)  (Seilacher et al., 2005). Niettegenstaande de problematische systematische positie wordt Dickinsonia meestal toegewezen aan het rijk Metazoa. Sommige onderzoekers beschouwen het als een vroege voorouder van de stam Chordata (Eukaryota, Metazoa, onderrijk Eumetazoa, klade (of 'infrarijk') Bilateria, superstam Deuterostomia).
Evans et al. beschrijven in hun research article uit 2017 belangrijke morfologische en ontogenetische kenmerken van 988 individuen Dickinsonia costata. Deze zijn afkomstig van het South Australia Museum in Adelaide en van de paleosite te Nilpena, waarvan de Nilpena Sandstone Member deel uitmaakt (Rawnsley Quartzite (Flinders Range), Zuid-Australië). Ook zij concluderen dat de soort aan geen enkele bekende groep Metazoa (= Animalia) kan toegewezen worden. Dickinsonia  maakte gebruik van bepaalde genennetwerken in ontwikkeling die karateristiek zijn bij neteldieren (Cnidaria) en hoger ontwikkelde dieren, maar niet van alle genennetwerken van moderne Bilateria (Tweedt & Erwin, 2015; Erwin, 2009). Dit laatste was voorheen niet vastgesteld in het fossielenbestand maar werd voorspeld door gensequencing van basale (primitieve) Metazoa. Het genus vertegenwoordigt volgens Evans et al. (2019) een uitgestorven klade niet-tweezijdig symmetrische (niet-bilaterale) organismen intermediair tussen de stam Porifera en de laatste gemeenschappelijke voorouder van de superstammen Protostomia en Deuterostomia. De relatieve complexiteit van het groeiproces in combinatie met de aanwezigheid van een buitenste weefsellaag en alle andere kenmerken van Dickinsonia costata suggereren dat het waarschijnlijk tot het onderrijk Eumetazoa (Eukaryota, Metazoa = Animalia) behoort. Dickinsonia was vermoedelijk al uitgestorven vóór het verschijnen van meer herkenbare dieren tijdens het Onder-Cambrium, de zogenaamde 'Cambrische Explosie'.
In september 2018 werd een studie gepubliceerd in het wetenschappelijk tijdschrift Science, volgens welke Dickinsonia een meercellig dier is (Metazoa). Om tot dit resultaat te komen werden goed bewaarde, ongeveer 558 miljoen jaar oude exemplaren onderzocht. Deze werden aangetroffen op een klif aan de kust van de Witte Zee in arctisch Rusland. De fossielen bevatten nog steeds biomarkers die zijn gemaakt door het afbreken van dierlijke vetten. 93 procent van de biomarkers bestaat uit moleculen die lijken op cholesterol, een organische verbinding die typerend is voor dierlijke levensvormen. Slechts 1,8 procent van de biomarkers bestond uit residuen van verbindingen die kenmerkend zijn voor schimmels en korstmossen. Moleculen die typisch zijn voor eencellige organismen zijn ook grotendeels afwezig.
Volgens Retallack (2022) was Dickinsonia, samen met waarschijnlijk nog andere genera van de grote biologische groep (soms informeel een 'superstam' genoemd) Vendobionta (rijk Metazoa), een vertegenwoordiger van de schimmelstam Glomeromycota of van de schimmelonderstam Mucoromycotina. Het werd door sommige paleontologen effectief toegewezen aan de problematische groep Vendobionta dat in 1992 (Seilacher) de taxonomische rang rijk verkreeg, in 1994 door Buss & Seilacher 'gedegradeerd' werd tot phylum (stam) en door Retallack in 2020 naar de taxonomische rang klasse. Het taxon Vendobionta (dus met onzekere rang) wordt onderverdeeld in de subtaxa (stammen) Trilobozoa, Petalonamae, Protechiuridae en Proarticulata. Dickinsonia wordt tot de Proarticulata gerekend, klasse Dipleurozoa, ook nog Dickinsoniomorpha genoemd. Volgens Erwin et al. (2011) groepeert de morfogroep (een klade volgens Dunn et al., 2018) Dickinsoniomorpha Metazoa die gedefinieerd worden als serieel repetitieve organismen met anterioposterior verlopende differentiatie. De klade omvat de genera Dickinsonia, Yorgia wagonneri Ivantsov (1999), Andiva ivantsovi Fedonkin (2002) en Windermeria aitkeni Narbonne, 1994. Omdat er discussie is over de samenstelling van de morfogroep werden andere morfogroepen voorgesteld, waarvan sommige het genus Spriggina floundersi Glaessner (1958) bevatten (bv. Grazhdankin, 2014). Volgens onder meer Boag et al. leefden Dickinsoniomorpha uitsluitend in ondiepe mariene paleomilieus tijdens het interval van ca. 559 tot 551 miljoen jaar geleden (ca. 559-551 Ma).  
Vertegenwoordigers van de groep Vendobionta worden gekenmerkt door een reeks symmetrische lichaamselementen die in een bepaald systeem van wederzijdse ondergeschiktheid gerangschikt zijn. Zulk systeem is typerend afwezig bij unitaire meercellige dieren. De unieke morfologie maakt het moeilijk om de positie van Vendobionta binnen de Metazoa duidelijk vast te stellen en vermindert de betrouwbaarheid van de interpretatie van de enigmatische fossielen. Daarom wordt de biologische groep niet algemeen erkend. Het werd in de systematiek ingevoerd door Adolf Seilacher (1992) die de meercelligheid van de vertegenwoordigers ervan en de verwantschap met de Metazoa in twijfel trekt. Volgens hem kan de groep onafhankelijk van de Metazoa ontstaan zijn en kunnen de vertegenwoordigers zelfs grote eencellige vormen zijn. Volgens Zhang & Reitner (2010) zou Dickinsonia zelfs uit Vendobionta moeten verwijderd worden. Zij baseren hun hypothese op een ca. 555 miljoen jaar oud exemplaar uit Ediacarische fijnkorrelige zandsteen van de Winter Coast in het gebied rond de Russische Witte Zee (Noordwest-Rusland). In dit fossiel bleven inwendige structuren bewaard die vergelijkbaar zijn met de meridionale kanalen van recente Ctenophora (ribkwallen). Verder beschouwen Zhang & Reitner Dickinsonia eerder als een tweezijdig radiaal symmetrisch dier dan als een bilateraal symmetrisch (tweezijdig symmetrisch). Indien Dickinsonia werkelijk een ribkwal is zou dit betekenen dat de evolutiegeschiedenis van Ctenophora ca. twintig miljoen jaar terug in de geologische tijd verschoven wordt.